# Carlos Simon
Carlos Simon (Braga/Rio Grande do Sul, 1965. szeptember 3. –) brazil nemzetközi labdarúgó-játékvezető, újságíró, tv-riporter (TV Guaiaba).

## Pályafutása

### Nemzeti játékvezetés
Egy főiskolai labdarúgó tornán a csapata hamar kiesett, szabad lett és a szervezők felkérték, hogy nyújtson segítséget a mérkőzések vezetésben. Testnevelő tanárának biztatására jelentkezett játékvezetői tanfolyamra, 1996-ban lett I. Ligás játékvezető. Pályafutása eddigi mérkőzésszáma (2008) több mint 800. A nemzeti játékvezetéstől 2010-ben vonult vissza.

### Nemzetközi játékvezetés
A Brazil labdarúgó-szövetség Játékvezető Bizottsága (JB) terjesztette fel nemzetközi játékvezetőnek, a Nemzetközi Labdarúgó-szövetség (FIFA) 1998-tól tartotta nyilván bírói keretében. Több nemzetek közötti válogatott és klubmérkőzést vezetett, vagy működő társának 4. bíróként segített. Az első nemzetközi válogatott mérkőzése 2000-ben, az Ecuador–Peru csapatok találkozója volt. Több év óta Dél-Amerika, Brazília első számú játékvezetője, foglalkoztatták a 2002-es és a 2006-os labdarúgó világbajnokságon. Az aktív nemzetközi játékvezetéstől 2010-ben a búcsúzott.

#### Labdarúgó-világbajnokság

##### U20-as labdarúgó-világbajnokság
Nigéria rendezte a 19., az 1999-es ifjúsági labdarúgó-világbajnokságot, ahol a FIFA JB bemutatta a nemzetközi labdarúgás résztvevőinek.

###### 1999-es ifjúsági labdarúgó-világbajnokság
| Időpont           | Helyszín                          | Mérkőzés típusa           | Mérkőzés              | Eredmény | Nézők száma |
| ----------------- | --------------------------------- | ------------------------- | --------------------- | -------- | ----------- |
| 1999. április 4.  | Liberty Stadion, Ibadan           | előselejtező (C. csoport) | Mexikó–Írország       | 1 – 0    | 3000        |
| 1999. április 7.  | Liberty Stadion, Ibadan           | előselejtező (C. csoport) | Ausztrália–Mexikó     | 1 – 3    | 500         |
| 1999. április 15. | Liberation Stadion, Port Harcourt | egyik nyolcaddöntő        | Spanyolország–Amerika | 3 – 2    | 15 600      |

---
Három világbajnoki döntőkhöz vezető úton Dél-Koreába és Japánba a XVII., a 2002-es labdarúgó-világbajnokságra, Németországba a XVIII., a 2006-os labdarúgó-világbajnokságra, valamint Dél-Afrikába a XIX., a 2010-es labdarúgó-világbajnokságra a FIFA JB játékvezetőként alkalmazta. Selejtező mérkőzéseket a CONMEBOL, a CONCACAF és az AFC zónákban vezethetett. Világbajnokságon vezetett mérkőzéseinek száma: 7.

##### 2002-es labdarúgó-világbajnokság

###### Selejtező mérkőzés
| Időpont              | Helyszín                                   | Mérkőzés típusa               | Mérkőzés          | Eredmény | Nézők száma |
| -------------------- | ------------------------------------------ | ----------------------------- | ----------------- | -------- | ----------- |
| 2000. június 29.     | Olímpico Atahualpa Stadion, Quito          | CONMEBOL zóna (4. kör)        | Ecuador–Peru      | 2 – 1    | 40 167      |
| 2001. március 25.    | Independence Park Stadion, Kingston        | CONCACAF zóna (döntő csoport) | Jamaica–Honduras  | 1 – 1    | 30 000      |
| 2001. szeptember 28. | Prince Abdullah Al Faisal Stadion, Dzsidda | AFC zóna (2/A. kör/csoport)   | Szaúd-Arábia–Irán | 2 – 2    | 30 000      |

###### Világbajnoki mérkőzés
| Időpont          | Helyszín                 | Mérkőzés típusa              | Mérkőzés           | Eredmény | Nézők száma |
| ---------------- | ------------------------ | ---------------------------- | ------------------ | -------- | ----------- |
| 2002. június 2.  | Városi Stadion, Szajtama | csoportmérkőzés (F. csoport) | Anglia–Svédország  | 1 – 1    | 52 721      |
| 2002. június 13. | Városi Stadion, Ōita     | csoportmérkőzés (G. csoport) | Mexikó–Olaszország | 1 – 1    | 39 291      |

##### 2006-os labdarúgó-világbajnokság

###### Selejtező mérkőzés
| Időpont             | Helyszín                                                  | Mérkőzés típusa            | Mérkőzés           | Eredmény | Nézők száma |
| ------------------- | --------------------------------------------------------- | -------------------------- | ------------------ | -------- | ----------- |
| 2003. november 19.  | Metropolitano Roberto Meléndez Stadion, Barranquilla      | előselejtező (4. forduló)  | Kolumbia–Argentína | 1 – 1    | 19 034      |
| 2004. június 6.     | Monumental Antonio Vespucio Liberti Stadion, Buenos Aires | előselejtező (7. forduló)  | Argentína–Paraguay | 0 – 0    | 37 000      |
| 2004. szeptember 4. | Monumental "U" Stadion, Lima                              | előselejtező (8. forduló)  | Peru–Argentína     | 1 – 3    | 28 000      |
| 2004. november 17.  | Központi Stadion, Montevideo                              | előselejtező (11. forduló) | Uruguay–Paraguay   | 1 – 0    | 35 000      |
| 2005. március 26.   | José Pachencho Romero Stadion, Maracaibo                  | előselejtező (12. forduló) | Venezuela–Kolumbia | 0 – 0    | 18 000      |
| 2005. június 8.     | Metropolitano Roberto Meléndez Stadion, Barranquilla      | előselejtező (15. forduló) | Kolumbia–Ecuador   | 3 – 0    | 20 402      |
| 2005. szeptember 3. | Defensores del Chaco Stadion, Asunción                    | előselejtező (16. forduló) | Paraguay–Argentína | 1 – 0    | 32 000      |

###### Világbajnoki mérkőzés
| Időpont          | Helyszín                       | Mérkőzés típusa              | Mérkőzés               | Eredmény | Nézők száma |
| ---------------- | ------------------------------ | ---------------------------- | ---------------------- | -------- | ----------- |
| 2006. június 12. | AWD-Arena, Hannover            | csoportmérkőzés (E. csoport) | Olaszország–Ghána      | 2 – 0    | 43 000      |
| 2006. június 19. | Mercedes-Benz Arena, Stuttgart | csoportmérkőzés (H. csoport) | Spanyolország–Tunézia  | 3 – 1    | 52 000      |
| 2006. június 24. | Allianz Arena, München         | egyik nyolcaddöntő           | Németország–Svédország | 2 – 0    | 66 000      |

##### 2010-es labdarúgó-világbajnokság
2008-ban a FIFA JB bejelentette, hogy a Dél-Afrikai rendezésű, a labdarúgó-világbajnokság lehetséges játékvezetők átmeneti listájára jelölte. A FIFA JB 2010. február 5-én kijelölte a (június 11.-július 11.) közötti dél-afrikai világbajnokságon közreműködő 30 játékvezetőt, akik Kassai Viktor és 28 társa között ott lehetett a világtornán. Az érintettek március 2-6. között a Kanári-szigeteken vettek részt szemináriumon, ezt megelőzően február 26-án Zürichben orvosi vizsgálaton kellett megjelenniük. Az ellenőrző vizsgálatokon megfelelt az elvárásoknak, így a FIFA Játékvezető Bizottsága delegálta az utazó keretbe.

###### Selejtező mérkőzés
| Időpont             | Helyszín                                                  | Mérkőzés típusa            | Mérkőzés            | Eredmény | Nézők száma |
| ------------------- | --------------------------------------------------------- | -------------------------- | ------------------- | -------- | ----------- |
| 2007. október 13.   | Monumental "U" Stadion, Lima                              | előselejtező (1. forduló)  | Peru–Paraguay       | 0 – 0    | 50 000      |
| 2007. október 16.   | José Pachencho Romero Stadion, Maracaibo                  | előselejtező (2. forduló)  | Venezuela–Argentína | 0 – 2    | 10 600      |
| 2008. szeptember 6. | Monumental Antonio Vespucio Liberti Stadion, Buenos Aires | előselejtező (7. forduló)  | Argentína–Paraguay  | 1 – 1    | 46 250      |
| 2009. március 28.   | Központi Stadion, Montevideo                              | előselejtező (11. forduló) | Uruguay–Paraguay    | 2 – 0    | 45 000      |
| 2009. június 10.    | Atanasio Girardot Sports Complex, Medellín                | előselejtező (14. forduló) | Kolumbia–Peru       | 1 – 0    | 32 300      |

###### Világbajnoki mérkőzés
| Időpont       | Helyszín                           | Mérkőzés típusa              | Mérkőzés          | Eredmény | Nézők száma |
| ------------- | ---------------------------------- | ---------------------------- | ----------------- | -------- | ----------- |
| 2010. 06. 12. | Royal Bafokeng Stadion, Rustenburg | csoportmérkőzés (C. csoport) | Anglia–Amerika    | 1 – 1    | 38 646      |
| 2010. 06. 23. | Soccer City, Johannesburg          | csoportmérkőzés (D. csoport) | Ghána–Németország | 0 – 1    | 83 391      |

#### Copa América
Kolumbia a 40., a 2001-es Copa América, illetve Venezuela a 42., a 2007-es Copa América labdarúgó tornát rendezte, ahol a CONMEBOL JB bírói szolgálatra vette igénybe.

##### 2001-es Copa América

###### Copa América mérkőzés
| Időpont          | Helyszín                                 | Mérkőzés típusa              | Mérkőzés           | Eredmény | Nézők száma |
| ---------------- | ---------------------------------------- | ---------------------------- | ------------------ | -------- | ----------- |
| 2001. július 16. | Atanasio Girardot Stadion, Medellín      | csoportmérkőzés (C. csoport) | Uruguay–Costa Rica | 1 – 1    | 20 000      |
| 2001. július 22. | Hernán Ramírez Villegas Stadion, Pereira | egyik negyeddöntő            | Chile–Mexikó       | 0 – 2    | 38 000      |

##### 2007-es Copa América

###### Copa América mérkőzés
| Időpont         | Helyszín                                              | Mérkőzés típusa              | Mérkőzés           | Eredmény | Nézők száma |
| --------------- | ----------------------------------------------------- | ---------------------------- | ------------------ | -------- | ----------- |
| 2007. július 2. | José Pachencho Romero Stadion, Maracaibo              | csoportmérkőzés (C. csoport) | Argentína–Kolumbia | 4 – 2    | 40 000      |
| 2007. július 3. | Metropolitano de Mérida Stadion, Mérida               | csoportmérkőzés (A. csoport) | Venezuela–Uruguay  | 0 – 0    | 42 000      |
| 2007. július 8. | Metropolitano de Fútbol de Lara Stadion, Barquisimeto | egyik negyeddöntő            | Argentína–Peru     | 4 – 0    | 38 800      |

#### Olimpiai játékok
Ausztrália rendezte a 2000. évi nyári olimpiai játékokat, ahol a FIFA JB bírói feladatokkal foglalkoztatta.

##### 2000. évi nyári olimpiai játékok
| Időpont              | Helyszín                        | Mérkőzés típusa              | Mérkőzés                  | Eredmény | Nézők száma |
| -------------------- | ------------------------------- | ---------------------------- | ------------------------- | -------- | ----------- |
| 2000. szeptember 13. | Bruce Stadion, Canberra         | csoportmérkőzés (C. csoport) | Amerika–Csehország        | 2 – 2    | 24 800      |
| 2000. szeptember 16. | Sydney Football Stadion, Sydney | csoportmérkőzés (A. csoport) | Ausztrália–Nigéria        | 2 – 3    | 38 080      |
| 2000. szeptember 23. | Sydney Football Stadion, Sydney | egyik negyeddöntő            | Olaszország–Spanyolország | 0 – 1    | 38 134      |

#### Nemzetközi kupamérkőzések
Vezetett Kupa-döntők száma: 4.

##### Interkontinentális kupa
| Időpont           | Helyszín                     | Mérkőzés típusa | Mérkőzés                    | Eredmény | Nézők száma |
| ----------------- | ---------------------------- | --------------- | --------------------------- | -------- | ----------- |
| 2002. december 3. | Nemzetközi Stadion, Jokohama | döntő           | Real Madrid CF–Club Olimpia | 2 – 0    | 66 070      |

##### Dél-amerikai szuperkupa
| Időpont             | Helyszín                               | Mérkőzés típusa        | Mérkőzés                            | Eredmény | Nézők száma |
| ------------------- | -------------------------------------- | ---------------------- | ----------------------------------- | -------- | ----------- |
| 2003. július 12.    | Memorial Coliseum Stadion, Los Angeles | döntő                  | Club Olimpia–San Lorenzo de Almagro | 2 – 0    | 38 000      |
| 2010. szeptember 8. | Központi Stadion, Quilmes              | döntő második mérkőzés | Estudiantes de La Plata–LDU Quito   | 0 – 0    | 38 000      |

##### Dél-amerikai-labdarúgókupa
| Időpont            | Helyszín                         | Mérkőzés típusa     | Mérkőzés                 | Eredmény | Nézők száma |
| ------------------ | -------------------------------- | ------------------- | ------------------------ | -------- | ----------- |
| 2003. december 10. | Monumental Stadion, Buenos Aires | döntő első mérkőzés | CA River Plate–Cienciano | 3 – 3    | 38 000      |

##### FIFA-klubvilágbajnokság
Egyesült Arab Emírségek (EAE) rendezte a 6., a 2009-es FIFA-klubvilágbajnokságot, ahol a FIFA JB játékvezetőként foglalkoztatta.

###### 2009-es FIFA-klubvilágbajnokság
| Időpont            | Helyszín                        | Mérkőzés típusa | Mérkőzés                                          | Eredmény | Nézők száma |
| ------------------ | ------------------------------- | --------------- | ------------------------------------------------- | -------- | ----------- |
| 2009. december 9.  | Bin Zayed Stadion, Abu-Dzabi    | selejtező       | Al-Ahli FC (dubaji)–Auckland City FC (Új-zélandi) | 0 – 2    | 14 856      |
| 2009. december 16. | Sheikh Zayed Stadion, Abu-Dzabi | egyik elődöntő  | CF Atlante–FC Barcelona                           | 1 – 3    | 40 955      |

## Szakmai sikerek
Az IFFHS (International Federation of Football History & Statistics) 1987-2011 évadokról tartott nemzetközi szavazásán 151, játékvezető besorolásával minden idők 90, legjobb bírójának rangsorolta, holtversenyben Karl-Josef Assenmacher, Helmut Kohl, Michael Riley társaságában.